# Pujavante

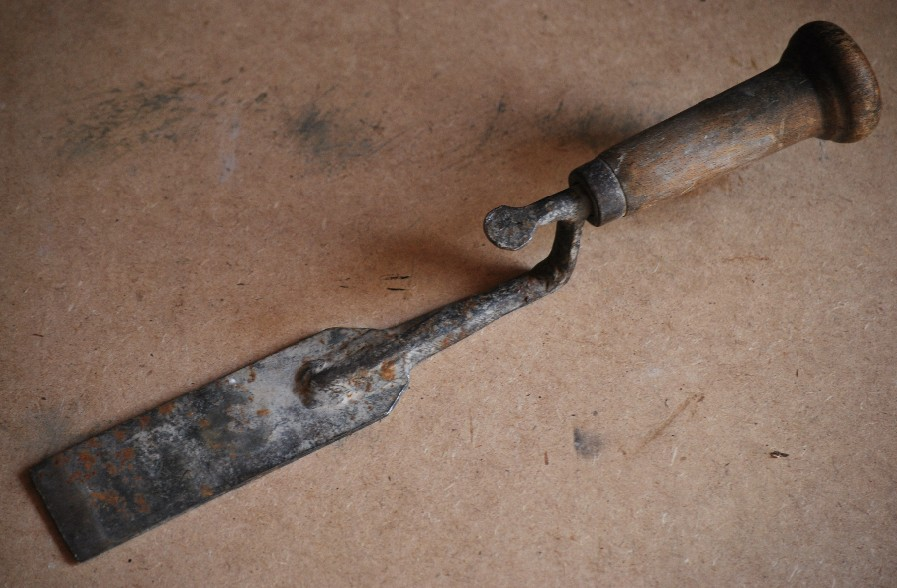
Pujavante de mediados del siglo XX

El pujavante es un instrumento usado por los herradores para recortar la pezuña de las caballerías y animales de carga antes de herrarlos.  Con esta herramienta se recortan las partes duras de la uña del animal para alinear la superficie de la pezuña y que la herradura asiente correctamente.

## Origen
Se utilizan pujavantes desde tiempos de los romanos.  Su nombre deriva de las palabras latinas "pujar" (empujar) y "avante" (adelante).

## Modo de utilización
Esta herramienta tiene una almohadilla gruesa en el extremo del mango que se apoya en el hombro. Haciendo fuerza con el hombro, la cuchilla rebaja las partes duras de la pezuña sin mucho esfuerzo.
- Datos: Q6092646